# Friederich Christian Schäffer
Fried(e)rich Christian Schäffer (24. marts 1773 i København – 6. december 1843 sammesteds) var borgmester i København.
Han var søn af kongelig overberider Friederich Christian Schäffer og Frederikke Marie Christiane f. Wienken. Allerede 1784 fik han plads som volontær under Finanskassedirektionen og forblev under samme direktion som kopist og fuldmægtig indtil 1804. Imidlertid blev han student 1789 og tog dansk-juridisk eksamen 1791; men hans kontorforretninger, der gav ham en grundig uddannelse i det praktiske, hindrede hans studier, så han først i 1805 kunne tage den latinsk-juridiske eksamen. I årene 1815-16 gjorde han som medlem af en kommission et stort arbejde ved reorganisationen af Overformynderiet, og 1818 blev han borgmester i København. Da Overformynderiet og Brolægningsvæsenet i 1819 blev underlagt Københavns Magistrat, fik Schäffer styrelsen af begge disse virksomheder, og samme år blev han justitsdirektør ved Asiatisk Kompagni og etatsråd. I 1832 var han en af de «oplyste Mænd», der sammenkaldtes for at drøfte udkastet til lov om provinsialstænderne. I denne forsamling lagde han ret fremskredne anskuelser for dagen. Han protesterede således imod, at valgretten indskrænkedes til grundejere, og fremdrog spørgsmålet om stændernes forening. Men i den kommunale styrelse stod han som en modstander af de nye liberale ideer og deres talsmænd i Borgerrepræsentationen. Han var i sin embedsførelse arbejdsom og grundig, men noget stædig.
Den episode, som gjorde Schäffers navn så kendt, at det blev husket af københavnere længe efter, var brolægningen af Kongens Nytorv. I 1833 havde Magistraten ladet den gamle brolægning opbryde og en mængde fyld køre på torvet, da dette for vandafledningens skyld skulle forhøjes ca. 1 alen i midten; men så standsedes arbejdet på grund af strid med statsmyndighederne om, hvad der i den anledning skulle foretages med rytterstatuen på torvet, og hvem der skulle afholde omkostningerne derved. I flere år henlå derfor torvet delvis uden brolægning, men med dynger af fyld og brosten og benævnedes af folkevittigheden «Schäfferhøj». Borgmester Schäffer udsendte i 1838 en trykt redegørelse for sagens gang; året efter blev stridsspørgsmålet omsider afgjort ved en kongelig resolution, og arbejdet førtes til ende i 1841. Men endnu en gang kaldte denne sag Schäffer frem som forfatter. Thi da brolægningsregnskaberne for disse år blev revideret, opdagedes forskellige uregelmæssigheder og underslæb, Borgerrepræsentationen, som lige var blevet oprettet, tog meget kraftigt fat, et par af de implicerede embedsmænd tog sig selv af dage, og beskyldningerne rettedes omsider også mod Schäffer selv. Han udgav da i 1843 en ny redegørelse herfor og fik senere ved en kongelig resolution i denne sag fuld oprejsning. Kort efter døde han, 6. december 1843.
Schäffer blev kammerråd 1813, virkelig justitsråd 1818, virkelig etatsråd 1819 og konferensråd 1840. Ridder af Dannebrog 1824, Dannebrogsmand 1828 og Kommandør af Dannebrog 1843. I 1820 havde han ægtet Petrine Sophie Nyeland, datter af told- og konsumtionsinspektør Laurids Nyeland i Ribe. Han er begravet i krypten under Christians Kirke (Frederiks Tyske Kirke). Der findes et maleri på Københavns Rådhus og et stik af Andreas Flint.